# Justiça do Trabalho do Brasil

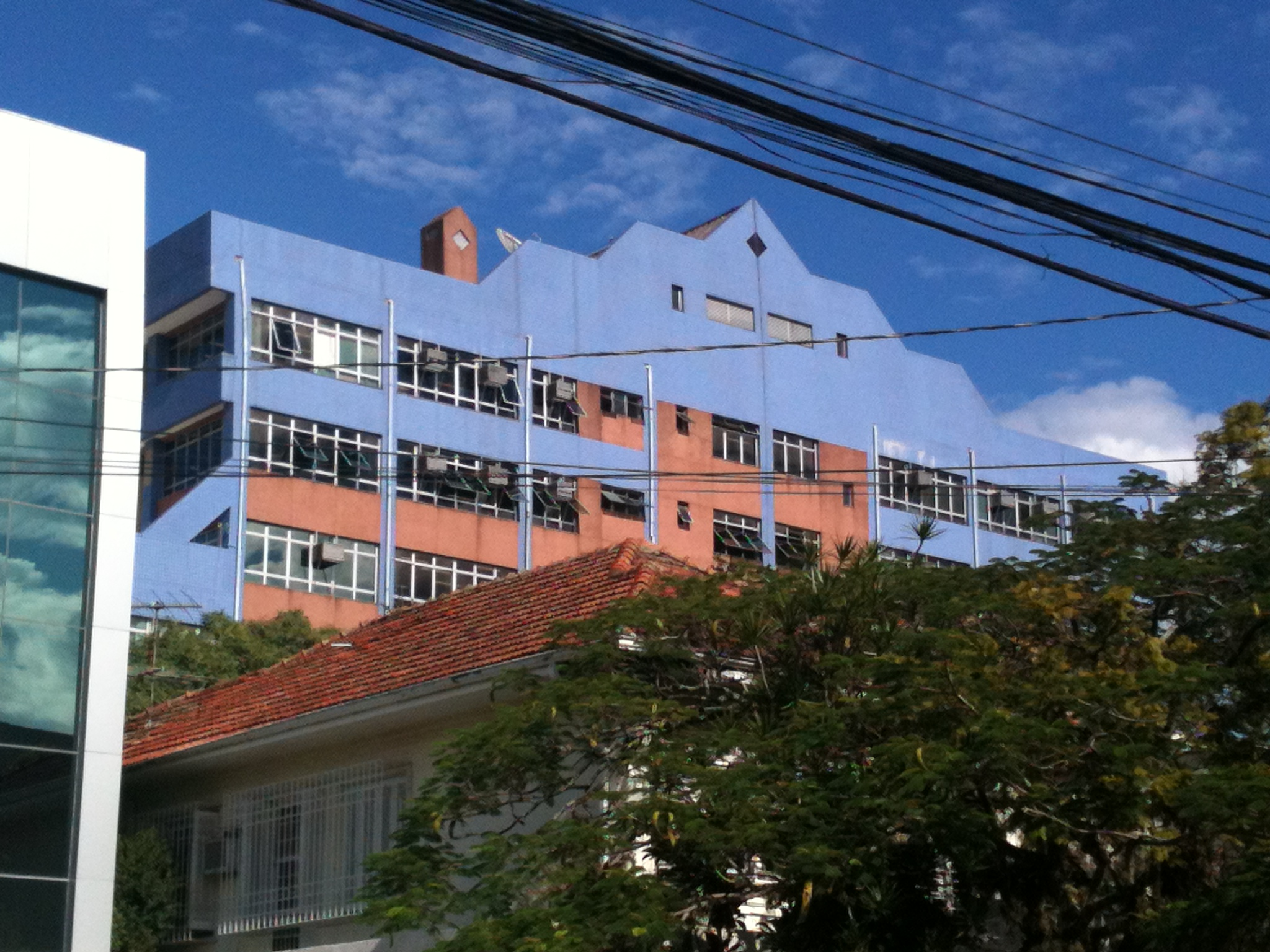
Prédio do Fórum Trabalhista de Porto Alegre.

Sede do Tribunal Regional do Trabalho de São Paulo.

Justiça do Trabalho do Brasil é o ramo judiciário especial brasileiro dedicado às ações sobre relação de trabalho. Parte do Poder Judiciário do Brasil, é composto pelo Tribunal Superior do Trabalho (TST), pelos Tribunais Regionais do Trabalho (TRT) e pelos Juízes do Trabalho, conforme artigo 111 da Constituição brasileira de 1988. As competências foram determinadas no artigo 114. O TST é a mais alta instância trabalhista no Brasil e a este estão vinculados os 24 TRT, que fazem prestação jurisdicional e estão distribuídos pelo território nacional. A Vara do Trabalho é a primeira instância das ações de competência da Justiça do Trabalho, sendo competente para julgar conflitos individuais surgidos nas relações de trabalho. Tais controvérsias chegam à Vara na forma de Reclamação Trabalhista. Cada Vara é composta por um Juiz do Trabalho titular e um Juiz do Trabalho substituto.

## História
O Tribunal Rural de São Paulo, criado pela lei estadual n.º 1 869, de 10 de outubro de 1922, pelo governador Washington Luís. O Tribunal Rural foi criado "para conhecer e julgar as questões, até o valor de quinhentos mil réis, decorrentes da interpretação e execução dos contratos de locação de serviços agrícolas". Por este motivo autores como Giglio colocam este Tribunal como tentativa fracassada de pacificar conflitos trabalhistas, por não ter como base uma relação de trabalho lato sensu, mas sim uma relação contratual específica.
Outro órgão que somente resolvia dissídios individuais laborais de forma indireta foi o Conselho Nacional do Trabalho, vinculado ao Ministério da Agricultura, Indústria e Comércio. O Conselho foi criado em 30 de abril de 1923 e era constituído de 12 membros e atuava como um órgão consultivo dos poderes públicos para assuntos trabalhistas e previdenciários. O Conselho não resolvia divergências surgidas nas relações de trabalho.
Posteriormente foram criadas, em 1932 as Juntas de Conciliação e Julgamento (JCJ), órgão administrativo composto pelos Juízes Classistas, representantes dos empregados e dos empresários, e por um Juiz Presidente, indicado pelo Governo. Tais Juntas somente foram retiradas do ordenamento jurídico brasileiro em 1999, mediante Emenda à Constituição, que transformou as JCJ em Varas do Trabalho.
A denominação Justiça do Trabalho surgiu na Constituição de 1934. Embora na época alguns doutrinadores já consideravam que esta estrutura integrava o judiciário nacional, como parte integrante do Poder Judiciário, legalmente ainda era mantida no âmbito administrativo. Apesar da criação da Justiça do Trabalho estar prevista na Constituição de 1934, não foi instalada. O Congresso Nacional discutiu longamente o projeto de lei que a estruturava. A demorada discussão sobre a representação classista foi uma das razões alegadas para o fechamento do Congresso Nacional e a implantação do Estado Novo, em 1937.
A Constituição de 1937, 10 de novembro de 1937, que substituiu a de 1934, manteve a Justiça do Trabalho na esfera administrativa. Em 1º de maio de 1941 foram criados os Conselhos Regionais do Trabalho, pelo Decreto-lei n.º 1 237 de 1939, ainda vinculados ao Poder Executivo.
A Constituição de 1946 transformou a Justiça do Trabalho em órgão do Poder Judiciário. Em 9 de setembro de 1946, por meio do Decreto-Lei 9 797, a Justiça do Trabalho veio a integrar o Poder Judiciário, tendo seus julgadores assegurado as garantias inerentes à magistratura: inamobilidade, irredutibilidade de subsídios e vitaliciedade no cargo.
Até a reforma processual trabalhista introduzida pela Emenda Constitucional n. 24 a Justiça do Trabalho tinha composição paritária, na medida em que as Juntas de Conciliação e Julgamento eram compostas por, além de um Juiz Presidente, dois juízes classistas indicados pela sindicato laboral e pelo sindicato patronal. Desde 1999, quando foram extintos os juízes classistas, as Juntas de Conciliação e Julgamento são chamadas de Varas do Trabalho.

## Órgãos

### Tribunais Regionais do Trabalho

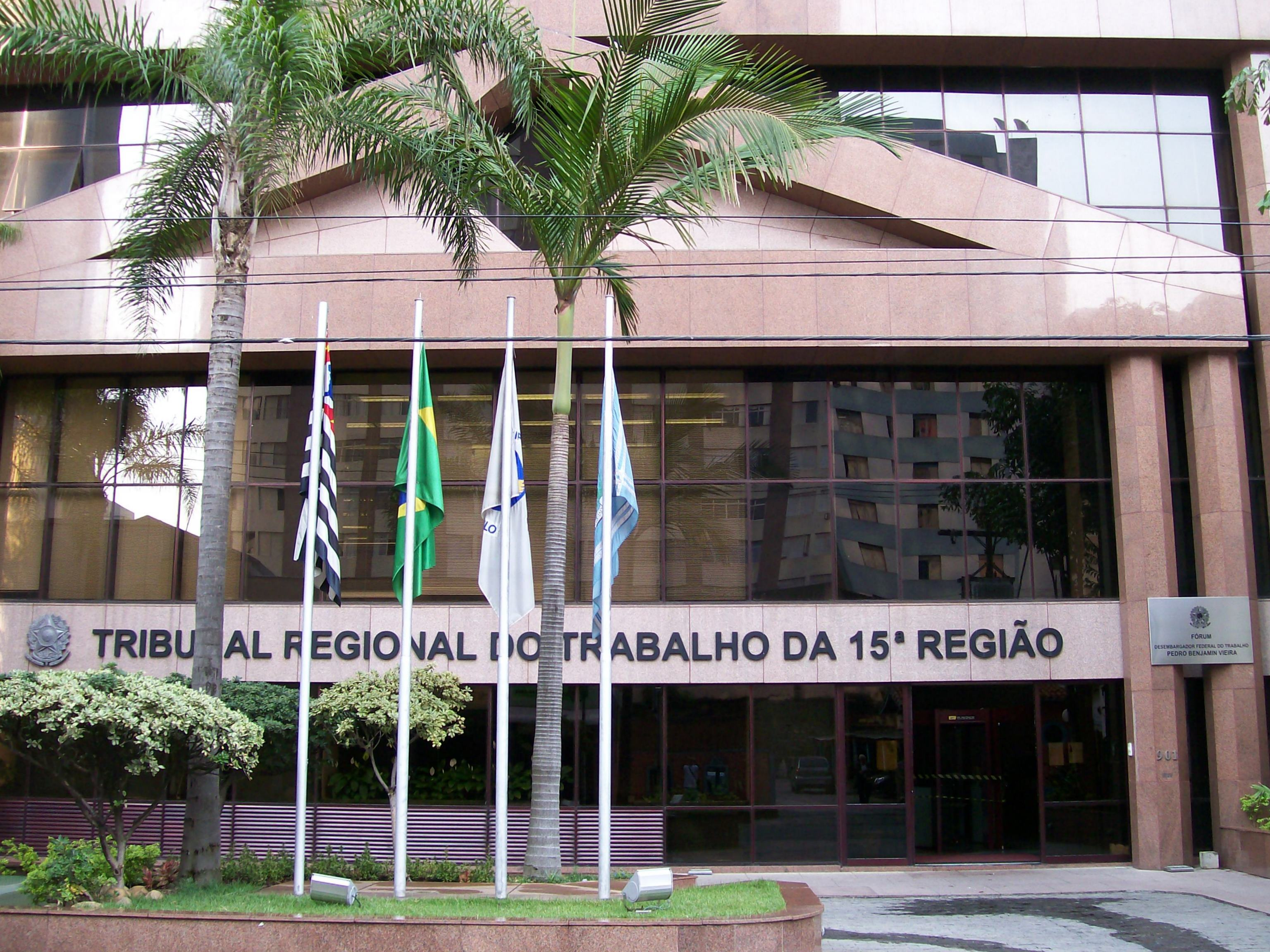
Entrada do Tribunal Regional do Trabalho da 15.ª Região, Campinas, São Paulo.

Os TRT correspondem à segunda instância na tramitação de um processo trabalhista, apreciando recursos ordinários e agravos de petição, mas detêm competências originárias de julgamento em casos de dissídios coletivos, ações rescisórias, mandados de segurança, entre outros. Criados em 1941 como Conselhos Regionais do Trabalho e inicialmente vinculados ao Poder Executivo, os Tribunais Regionais do Trabalho só receberam tal denominação em 1946, quando passaram a integrar o Poder Judiciário. Os TRT, atualmente em número de vinte e quatro (24), estão distribuídos pelo território nacional e sua área de jurisdição normalmente corresponde aos limites territoriais de cada estado-membro, exceção feita aos TRT da 2.ª e 15.ª Regiões, localizados no estado de São Paulo.
A redação original do artigo 112 da Constituição Federal de 1988 estabelecia que "haverá pelo menos um TRT em cada Estado e no Distrito Federal". Todavia, esse comando deixou de constar a partir da publicação da Emenda Constitucional n.º 45/2004. Dessa forma, não chegaram a ser criados TRT nos Estados de Tocantins, Acre, Roraima e Amapá. Como mencionado, o estado de São Paulo possui dois Tribunais Regionais do Trabalho: o da 2.ª Região, sediado na capital do estado, com jurisdição sobre a Região Metropolitana de São Paulo, parte da Região Metropolitana da Baixada Santista (Santos, São Vicente, Praia Grande, Guarujá, Cubatão e Bertioga) e o município interiorano de Ibiúna, e o da 15.ª Região, com sede em Campinas e jurisdição sobre os demais municípios paulistas. O estado de Minas Gerais possui a primeira turma recursal descentralizada da Justiça do Trabalho, instalada na cidade de de Juiz de Fora em dezembro de 2007. A escolha de Juiz de Fora encontra justificativa no grande número de recursos da região que chegavam ao TRT 3.ª Região. A Turma Recursal de Juiz de Fora tem competência para julgar os recursos oriundos das varas do Trabalho de Barbacena, Cataguases, Muriaé, São João del Rei, Ubá e logicamente os recursos de Juiz de Fora.
Existem 24 TRT, distribuídos da seguinte forma:
| Região      | Localização (Cidade - Estado) | Jurisdição |
| ----------- | ----------------------------- | --- |
| 1.ª Região  | Rio de Janeiro - RJ           | Rio de Janeiro |
| 2.ª Região  | São Paulo - SP                | Grande São Paulo (acrescida do município de Ibiúna) e parte da Baixada Santista (excluem-se os municípios de Mongaguá, Itanhaém e Peruíbe) |
| 3.ª Região  | Belo Horizonte - MG           | Minas Gerais |
| 4.ª Região  | Porto Alegre - RS             | Rio Grande do Sul |
| 5.ª Região  | Salvador - BA                 | Bahia |
| 6.ª Região  | Recife - PE                   | Pernambuco |
| 7.ª Região  | Fortaleza - CE                | Ceará |
| 8.ª Região  | Belém - PA                    | Pará e Amapá |
| 9.ª Região  | Curitiba - PR                 | Paraná |
| 10.ª Região | Brasília - DF                 | Distrito Federal e Tocantins |
| 11.ª Região | Manaus - AM                   | Amazonas e Roraima |
| 12.ª Região | Florianópolis - SC            | Santa Catarina |
| 13.ª Região | João Pessoa - PB              | Paraíba |
| 14.ª Região | Porto Velho - RO              | Acre e Rondônia |
| 15.ª Região | Campinas - SP                 | Municípios do estado de São Paulo não englobados pela 2ª Região                                                                            |
| 16.ª Região | São Luís - MA                 | Maranhão |
| 17.ª Região | Vitória - ES                  | Espírito Santo |
| 18.ª Região | Goiânia - GO                  | Goiás |
| 19.ª Região | Maceió - AL                   | Alagoas |
| 20.ª Região | Aracaju - SE                  | Sergipe |
| 21.ª Região | Natal - RN                    | Rio Grande do Norte |
| 22.ª Região | Teresina - PI                 | Piauí |
| 23.ª Região | Cuiabá - MT                   | Mato Grosso |
| 24.ª Região | Campo Grande - MS             | Mato Grosso do Sul |